# Battaglia di Kaiserslautern
La battaglia di Kaiserslautern (28-30 novembre 1793) fu una battaglia della Prima coalizione (parte delle guerre rivoluzionarie francesi), combattuta nei pressi della città tedesca di Kaiserslautern. Il risultato è stato una vittoria dell'esercito prussiano, sotto il comando del duca di Brunswick, contro l'esercito francese della Mosella, guidato da Lazare Hoche.

## Storia
Non essendo riuscito a catturare il forte Bitche, il duca di Brunswick si ritirò nei Vosgi, sotto condizioni meteorologiche durissime. Neve e fango rendevano le strade impraticabili. Lazare Hoche, che era stato nominato al comando dell'esercito francese della Mosella solo in ottobre non aveva una sufficiente conoscenza delle forze a sua disposizione, né del teatro di operazioni. Dopo aver perso il contatto con i prussiani, Hoche divise l'armata della Mosella per localizzare il nemico. Il duca di Brunswick usò questo intervallo per scegliere accuratamente il terreno per il prossimo scontro.  Si attestò intorno a Kaiserslautern in un'ottima posizione sulle rive paludose del fiume Lauter.

## Lo scontro
Il 28 novembre, l'armata francese cominciò un'avanzata su tre colonne. L'ala destra era guidata da Alexandre Camille Taponier, la sinistra da Jean-Jacques Ambert. Hoche marciava col centro, ma le strade erano ancora in cattivo stato e così venne perso molto tempo.
Fu Taponier a entrare per primo in contatto col nemico e riportò qualche successo iniziale. Ma Ambert che aveva avuto grossi problemi nell'attraversamento del fiume Lauter si trovava, con soli 6000 uomini a dover far fronte al corpo d'armata di Friedrich Adolf von Kalckreuth, dotato di forze preponderanti. Per sfuggire all'accerchiamento ripiegò sulle forze di Hoche, che giunse in suo soccorso
Il 29, i francesi passarono il fiume. Le avanguardie di Dubois e Molitor erano bloccate sul pianoro di Erlenbach dalla feroce e preparata resistenza prussiana. Ambert dovette correre in soccorso, passando attorno all'altopiano; solo dopo che una forte batteria fu installata sulle alture vicine si venne a capo della resistenza. Hoche si schierò con le sue truppe sui rilievi dell'Otterberg. L'ala sinistra prussiana, che si riteneva ormai isolata, non accennò a ritirarsi nonostante gli attacchi lanciati da numerosi squadroni francesi. All'attacco dell'ala destra, la brigata Simon smarrì la strada e non si ricongiunse con la divisione Paillard che alla fine della giornata. Poiché era troppo tardi per attaccare, il comandante Ambert ricevette ordini di marciare anche tutta la notte per congiungersi col centro di Hoche.
Da parte sua Taponier attaccò l'abitato di Kaiserslautern, ma era isolato e di fronte a una ben organizzata resistenza dovette ritirarsi nei boschi; anche le sue truppe passarono tutta la notte all'erta.
All'alba del 30, le opposte artiglierie fecero fuoco a volontà. Hoche lanciò altri attacchi. A sinistra, alla testa di quattro battaglioni, Molitor quasi s'impadronì della collina detta Buchberg, ma fu infine respinto. A destra, la divisione Huet riuscì a malapena a mantenere le proprie posizioni. Al centro, le cavallerie opposte caricavano a turno, senza obiettivi precisi: tutti gli attacchi di Hoche furono respinti in disordine. Vedendosi ben protetto ai fianchi, Brunswick attaccò con decisione per riprendere l'Otterberg e Hoche si vide costretto ad abbandonare il terreno.